# Wilhelm Wettergren
Karl Elis Wilhelm Wettergren, född 17 juli 1840 i Stora Tuna församling, Kopparbergs län, död 29 maj 1926 i Linköpings församling, Östergötlands län, var en svensk företagsledare.

## Biografi
Wilhelm Wettergren föddes 1840 i Stora Tuna socken. Han var son till fältläkaren Carl Wettergren i armén och Henrika Amanda Örn. Wettergren blev student 1860 vid Bergshögskolan och utexaminerades 1864. Wettergren var 1866–1875 förvaltare vid Svens bruk och 1875–1910 disponent vid Boxholms bruk. Han var även landstingsman och ordförande i Östergötlands läns skogsvårdsstyrelse 1905–1907. Wettergren avled 1926 i Linköping.
Wettergren blev 30 november 1907 kommendör av Vasaorden, första klassen.

### Familj
Wettergren gifte sig 1867 med Clara Flodin (1842–1905). De fick tillsammans barnen kommunalmannen Karl Wettergren (1868–1922), Wilhelm Wettergren (1870–1877), Elisabet Wettergren (1872–1961) som var gift med disponenten Martin Nisser på Klosters AB, Maria Wettergren (1874–1877), disponenten Elis Wettergren (1883–1960) vid Boxholms bruk och löjtnanten Gunnar Wettergren (1888–1911) vid Smålands husarregemente.

## Bilder

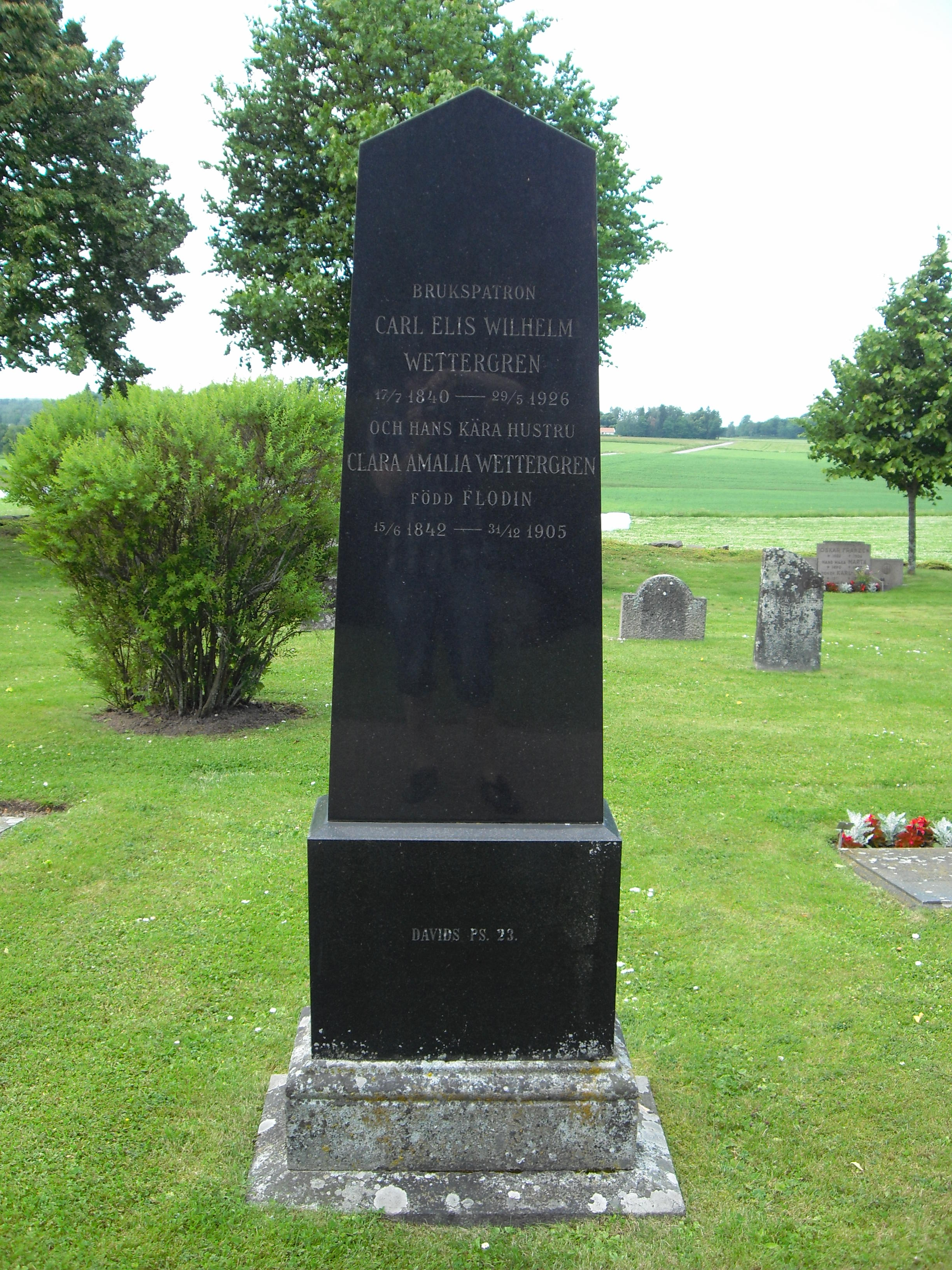
Gravsten på Ekeby kyrkogård.
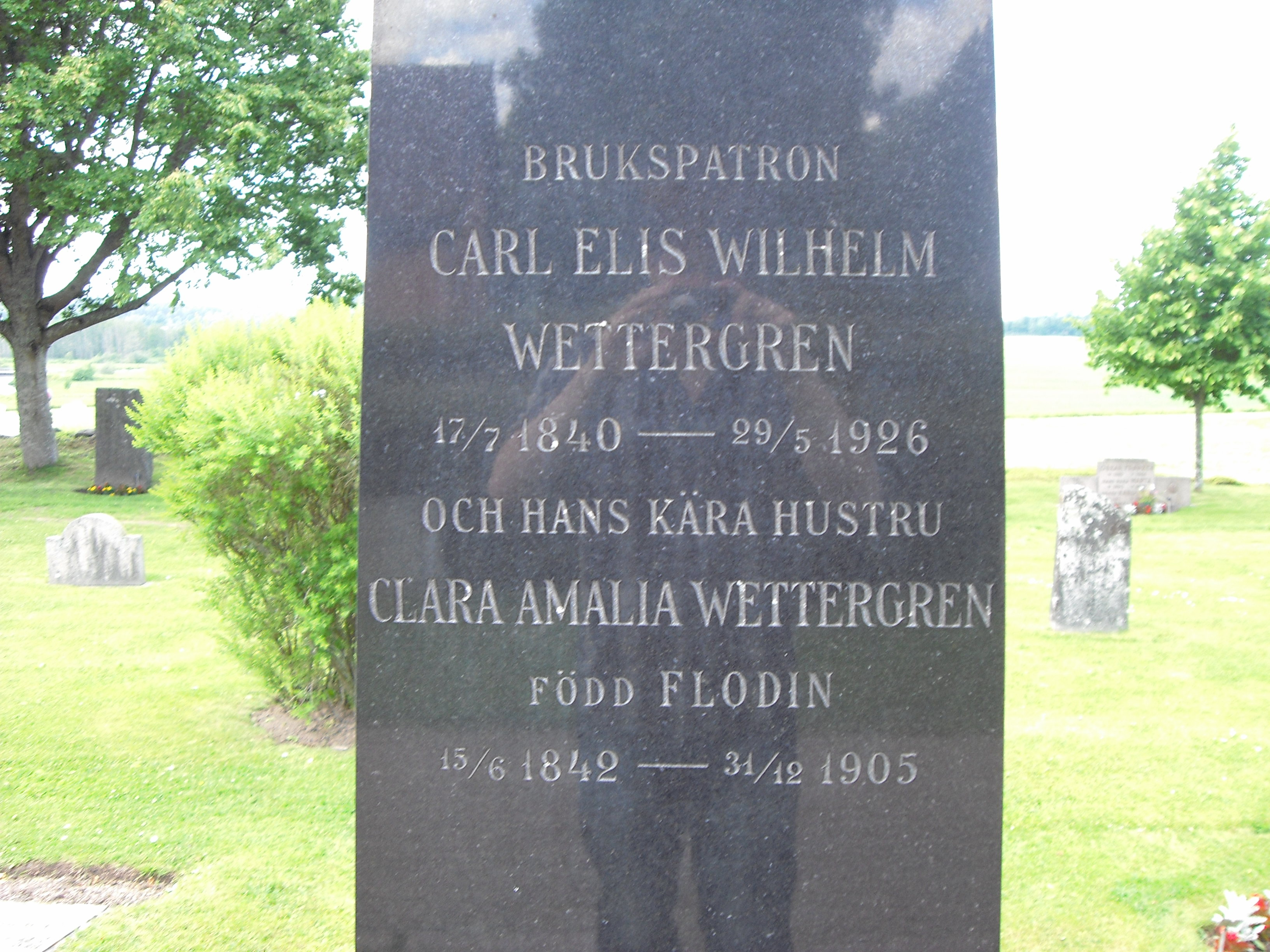
Gravsten på Ekeby kyrkogård.